# Drayton (Somerset)
Drayton is een civil parish in het bestuurlijke gebied South Somerset, in het Engelse graafschap Somerset met 379 inwoners.